# Iracema (Roraima)
Pour les articles homonymes, voir Iracema.
Iracema est une ville brésilienne de l'ouest de l'État du Roraima. Sa population était estimée à 10 043 habitants en 2014. La municipalité s'étend sur 14 119 km2.